# Jacob Phillips
Jacob Phillips (Nashville, 1º aprile 1999) è un giocatore di football americano statunitense che milita nel ruolo di linebacker per i Cleveland Browns della National Football League (NFL).

## Carriera

### Cleveland Browns
Phillips al college giocò a football a LSU dal 2017 al 2019, vincendo il campionato NCAA nell'ultima stagione. Fu scelto nel corso del terzo giro (97º assoluto) del Draft NFL 2020 i Cleveland Browns. Debuttò come professionista nella gara del primo turno contro i Baltimore Ravens mettendo a segno due tackle. La sua stagione da rookie si concluse con 22 placcaggi in 9 presenze.